# Aldo Fabrizi
Aldo Fabrizi (* 1. November 1905 in Rom; † 2. April 1990 ebenda) war ein italienischer Filmschauspieler und Regisseur.

## Leben
Fabrizi wuchs im römischen Stadtviertel Trastevere auf. Seit 1931 stand er auf Bühnen kleinerer Theater seiner Heimatstadt, wo er mit komischen Monologen Erfolge bei Kritikern, insbesondere aber auch beim Publikum, feierte. 1942 hatte er sein Kinodebüt in Mario Bonnards Film Avanti c’è posto. Es folgten L’ultima carrozzella mit Anna Magnani und Campo de’ Fiori ein Jahr später. Berühmt wurde Fabrizi durch die Rolle des Don Pietro Pellegrini, eines antifaschistischen Priesters in Roberto Rossellinis Rom, offene Stadt, gedreht im Jahre 1945. Beim Publikum vor allen Dingen in den Rollen des „kleinen Mannes“ bekannt, wurde er von Filmkennern besonders als Schauspieler in Filmen des italienischen Neorealismus geschätzt. Dabei zeigte er, dass er nicht nur komische, sondern auch tragische Rollen gestalten konnte.
Zwischen 1948 und 1957 inszenierte Fabrizi auch mehrere Filme, in denen er selbst spielte, die handwerklich gut gemacht waren und Publikumserfolge wurden.
Fabrizi blieb zeit seiner aktiven Laufbahn dem Theater treu; erfolgreichstes Stück war dabei Pietro Garineis und Sandro Giovanninis Rugantino. Auch im Fernsehen war er regelmäßiger Gast.
Fabrizi war mit Beatrice Rocchi verheiratet. Er starb neun Jahre nach seiner Frau an den Folgen eines Herzinfarktes. Im römischen Morlupo ist ein Theater nach ihm benannt.

## Filmografie (Auswahl)

### Schauspieler
- 1942: Avanti c’è posto
- 1943: L’ultima carrozzella
- 1943: Campo de’ Fiori
- 1944: Circo equestre Za-bum
- 1945: Rom, offene Stadt (Roma città aperta)
- 1946: Mein Sohn der Professor (Mio figlio professore)
- 1947: In Frieden leben (Vivere in pace)
- 1947: Die Verbrechen des Giovanni Episcopo (Il delitto di Giovanni Episcopo)
- 1949: Antonius von Padua (Antonio di Padova)
- 1950: Franziskus, der Gaukler Gottes (Francesco, giullare di Dio)
- 1950: Der Göttergatte (Prima comunione)
- 1950: Ein Hundeleben (Vita da cani)
- 1951: Räuber und Gendarm (Guardie e ladri) (& Drehbuch)
- 1952: Andere Zeiten (Altri tempi)
- 1952: Ein Auto macht noch keinen Millionär (Cinque poveri in automobile)
- 1952: Männer ohne Tränen (La voce del silenzio)
- 1953: Erste Liebe (L’età dell’amore)
- 1954: Cose da pazzi
- 1954: Geliebte TRam (Hanno rubato un tram) (& Regie, Drehbuch)
- 1955: Ein Haus voller Unschuldslämmer (Accadde al penitenziario)
- 1955: Hundert Jahre Liebe (Cento anni d’amore)
- 1955: Wiedersehen auf Capri (Un po’ di cielo)
- 1956: Donatella – Junge Liebe in Rom (Donatella)
- 1959: Glut (The Angel Wore Red)
- 1959: Kasernengeflüster (Un militare e mezzo)
- 1959: Ferdinand – König von Neapel (Ferdinando I, re di Napoli)
- 1960. Totò, Fabrizi und die Jugend von heute (Totò, Fabrizi e i giovani d’oggi)
- 1961: Aladins Abenteuer (Le meraviglie di Aladino)
- 1963: Die Rivalen der Musketiere (I quattro moschettieri)
- 1963: Taxifahrer (I quattro tassisti)
- 1967: Drei Bissen vom Apfel (Three Bites of the Apple)
- 1971: Grüße von der Cosa Nostra (Cose di Cosa Nostra)
- 1974: Wir waren so verliebt (C’eravamo tanto amati)
- 1977: Mit der Pille um so toller (Il ginecologo della mutua)

### Regisseur
- 1948: Emigrantes (& Drehbuch)
- 1951: Aufruhr im Familienbad (La famiglia Passaguai)
- 1953: Eine von jenen (Una di quelle)
- 1954: So geht’s im Leben (Questa è la vita) (eine Episode)
- 1957: Il maestro